# Paribas
La Paribas è stata una banca francese, evoluzione della Banque de Paris et des Pays-Bas fondata a Parigi da Louis-Raphaël Bischoffsheim, personaggio importante nell'universo finanziario del XIX secolo, il nipote Henri Bamberger, Alphonse Pinard, Éduard Henstch che nel 1872 fusero la Banque de crédit et dépôt des Pays-Bas e la Banque de Paris.

## Storia

### I precursori
Louis-Raphaël Bischoffsheim, che nel 1820 aveva creato a Amsterdam la sua propria banca, sposò nel 1822 la figlia di Hayum-Salomon Goldschmidt, Amelie, che conosceva fin da piccolo. Il legame fra le due famiglie divenne ancora più forte e nel 1846, grazie alla collaborazione fra Louis-Raphaël e il figlio di Benedict Goldshmidt, Hayum-Salomon (1821-1888), nasce una nuova banca a Londra, che passerà rapidamente sotto la gestione di Henry Bischoffsheim, figlio minore di Louis-Raphaël.
Il 30 agosto 1848 nacque a Parigi la banca Bischoffsheim-Goldschmidt et Cie su iniziativa di Louis-Raphaël Bischoffsheim, del giovane Hayum-Salomon (1821-1888) e di Raphaël-Louis Bischoffsheim.
In quegli anni Louis-Raphaël conobbe Alphonse Pinard e Éduard Henstch, responsabili del Comptoir national d'escompte de Paris con i quali collaborerà negli anni seguenti. Nel 1863, grazie anche a degli associati olandesi, la Banca Bischoffsheim e la Bischoffsheim-Goldschmidt si fusero nel 1863 a Amsterdam dando vita alla Banque de crédit et de dépôt des Pays-Bas, che sarà poi diretta dal nipote di Bischoffsheim, Henri Bamberger. Aveva succursali a Parigi e, dal 1870, Bruxelles, Anversa e Ginevra.
Negli stessi anni Louis-Raphaël Bischoffsheim sostenne Alphonse Pinard e Éduard Henstch e Paulin Talabot nella creazione della Société générale, diventandone così uno dei fondatori.
La Banque de Paris era stata fondata nel 1869 a Parigi da banchieri e capitalisti come Adrien Delahante, Edmond Joubert, Enrico Cernuschi, così come da banchieri privati quali Eugène Goüin (Tours), Édouard Fould, E. et Antoine Schnapper Stern (Parigi), Brugmann (Bruxelles), Tietgen (Copenaghen).

### 1872-1945
La Banque de Paris et des Pays-Bas venne fondata a Parigi nel 1872 dalla fusione della Banque de Paris e della Banque de Crédit et de Dépôt des Pays-Bas. Essa svolgeva essenzialmente l'attività di banca d'affari, nel momento in cui la Francia doveva trovare la disponibilità di grossi fondi per far fronte all'indennità di guerra pretese dall'Impero Germanico. Il capitale della nuova società è di 125 milioni di franchi e la nuova amministrazione s’insediò nella vecchia sede della Banque de Paris, rue d’Antin 3 a Parigi. La nuova dirigenza sarà composta da sette amministratori e un direttore, Charles Sautter. I sette primi amministratori erano Henri Bamberger, Édouard Fould, Eugène Goüin, Édouard Hentsch, Edmond Joubert, Antoine Schnapper, Jacques Stern.
Il nuovo istituto s'iscriveva nella tradizione della haute banque da cui provenivano i fondatori. Dalla Banque de Crédit et de Dépôt des Pays-Bas aveva ereditato le tre succursali estere di Amsterdam, Bruxelles e Ginevra.
Il nuovo istituto si segnalò per l'efficacia con cui collocò i titoli del prestito nazionale finalizzato a coprire i debiti di guerra dovuti alla Germania.
Nel periodo seguente, fino al 1914, la Banque de Paris, come si continua a chiamarla, si espande internazionalmente in Asia, Europa, soprattutto nel Mediterraneo, nonché nelle Americhe. Essa intreccia rapporti di collaborazione con la Barings Bank o la Deutsche Bank e anche con l'acquisto di partecipazioni nella Banque franco-japonaise, la Banca Commerciale Italiana, il Banco nacional de México. La banca investì nel settore industriale privato (Norsk Hydro) e nelle infrastrutture pubbliche.
La Banca rimase uno dei soggei maggiormente attivi nel collocamento dei titoli di stato in molti paesi; così durante la prima Guerra mondiale essa partecipò allo sforzo militare francese, sia attraverso la raccolta dei prestiti di guerra, sia finanziando lo sviluppo delle industrie di armamenti.
Dopo la prima Guerra mondiale la BPPB acquisì partecipazioni in vari gruppi industriali europei. Nel 1936 Horace Finaly fu l'unico banchiere a sostenere il Fronte Popolare, cosa che lo pose in conflitto con il suo presidente, Emile Moreau, che non perdonava a Léon Blum di averlo destituito da Reggente della Banque de France. Le dimissioni di Finaly il 7 giugno 1937 annunciarono quelle di Léon Blum il 21 giugno.

### 1945-2000
Per sfuggire alla nazionalizzazione decisa con la legge del 2 dicembre 1945, la BPPB optò per lo statuto di banca d'affari. Così orientò la propria attività verso le imprese e partecipò alla ricostruzione e allo sviluppo del tessuto industriale francese, finanziando industrie come la Bull, la Compagnie générale de la télégraphie sans fil, la Thomson.
Sotto la guida di Jean Reyre, direttore generale e poi presidente dal 1948 al 1969, la banca si internazionalizzò e sviluppò in particolare il finanziamento delle esportazioni. Alla fine degli anni Sessanta prese il controllo del Crédit du nord e della Banque de l'Union parisienne.
La Banque de Paris et des Pays Bas fu nazionalizzata nel 1982 dal governo di Pierre Mauroy, sotto la presidenza di François Mitterrand con la legge 13 febbraio 1982, che nazionalizzò anche cinque grandi società industriali, trentanove banche, nonché due compagnie finanziarie: Suez e Paribas. Fu con la nazionalizzazione dell''82 che si iniziò a usare il nome PARIBAS (indirizzo telegrafico della Banca dall'inizio del secolo): Compagnie financière de Paribas, Banque Paribas.
Nel 1987 la Banca fu nuovamente privatizzata dal governo di Jacques Chirac, attraverso un'offerta pubblica di vendita. Paribas aveva perciò 3,8 milioni di piccoli azionisti. Assunse una nuova organizzazione per aprirsi a nuove attività: banca commerciale, attività di mercato, gestione istituzionale e privata, consulenza, mentre Paribas affaires industrielles gestiva le partecipazioni industriali e commerciali. Cambiò anche la struttura giuridica nel 1991 con un Consiglio di Sorveglianza e un Direttorio.
A partire dal 1996, la 'Banque Paribas condusse una politica di acquisizioni e cessioni: cedette la Banca Ottomana al gruppo turco Doğuş, e nel lanciò un'offerta pubblica di scambio sulla Cetelem e la Compagnie bancaire, di cui era la principale azionista dal 1969. Nello stesso tempo cedette il Crédit du Nord alla Société générale e vendette le filiali in Belgio e nei Paesi Bassi al gruppo belga Bacob-Arco.
Sotto il nome unico di Paribas, nel 1998 si fusero la Compagnie financière de Paribas, la Banque Paribas e la Compagnie bancaire, nonché la Compagnie de navigation mixte. Il nuovo soggetto si articolava in tre settori: banca d'affari, gestione di portafogli, risparmio e servizi finanziari specializzati.
La Banca si è fusa nel 2000 con la Banque nationale de Paris, dando vita a BNP Paribas.